# Arja Kantola
Arja Leena Kantola (* 13. Juni 1949 in Rovaniemi) ist eine ehemalige finnische Eisschnellläuferin.

## Werdegang
Kantola, die für den Lapin Lukko aus Rovaniemi startete, nahm von 1962 bis 1972 an nationalen Wettbewerben teil und wurde dabei zweimal finnische Juniorenmeisterin im Mini-Mehrkampf (1965, 1966) und im Jahr 1972 finnische Meisterin im Sprint-Mehrkampf. Zudem wurde sie bei finnischen Meisterschaften einmal Zweite und neunmal Dritte. International trat sie erstmals bei der Mehrkampf-Weltmeisterschaft 1965 in Oulu in Erscheinung, wo sie den 24. Platz im Mini-Mehrkampf errang. Im Jahr 1966 kam sie bei der Mehrkampf-Weltmeisterschaft in Trondheim auf den 35. Platz im Mini-Mehrkampf und belegte in der Saison 1967/68 bei der Mehrkampf-Weltmeisterschaft 1968 in Helsinki den 16. Platz im Mini-Mehrkampf. Zudem nahm sie bei den Olympischen Winterspielen 1968 in Grenoble an allen vier Läufen teil. Dabei lief sie auf den 24. Platz über 3000 m jeweils auf den 22. Rang über 1000 m sowie 1500 m und auf den 12. Platz über 500 m. In den folgenden Jahren kam sie bei der Mehrkampf-Weltmeisterschaft 1969 in Grenoble auf den 22. Platz und bei der Mehrkampfeuropameisterschaft 1970 in Heerenveen auf den 20. Rang im Mini-Mehrkampf. Nach Platz 17 zu Beginn der Saison 1970/71 bei der Mehrkampfeuropameisterschaft 1971 in Leningrad, erreichte sie bei der Mehrkampf-Weltmeisterschaft 1971 in Helsinki den 19. Platz im Mini-Mehrkampf und wurde bei der Sprintweltmeisterschaft 1971 in Inzell Achte im Sprint-Mehrkampf. In ihrer letzten Saison als aktive Eisschnellläuferin 1971/72 gewann sie das Neujahrsrennen in Inzell und belegte bei den Olympischen Winterspielen 1972 in Sapporo jeweils den 21. Platz über 1000 m und 3000 m sowie den 16. Rang über 500 m.

## Erfolge

### Olympische Spiele
- 1968 Grenoble: 12. Platz 500 m, 22. Platz 1000 m, 22. Platz 1500 m, 24. Platz 3000 m
- 1972 Sapporo: 16. Platz 500 m, 21. Platz 1000 m, 21. Platz 3000 m

### Mehrkampf-Weltmeisterschaften
- 1965 Oulu: 24. Platz Mini-Mehrkampf
- 1966 Trondheim: 35. Platz Mini-Mehrkampf
- 1968 Helsinki: 16. Platz Mini-Mehrkampf
- 1969 Grenoble: 22. Platz Mini-Mehrkampf
- 1971 Helsinki: 19. Platz Mini-Mehrkampf

### Sprint-Weltmeisterschaften
- 1971 Inzell: 8. Platz Sprint-Mehrkampf

### Mehrkampf-Europameisterschaften
- 1970 Heerenveen: 20. Platz Mini-Mehrkampf
- 1971 Leningrad: 17. Platz Mini-Mehrkampf

## Persönliche Bestleistungen
| Disziplin | Zeit       | Datum          | Ort   |
| --------- | ---------- | -------------- | ----- |
| 500 m     | 44,2 s     | 7. Januar 1972 | Davos |
| 1000 m    | 1:30,8 min | 7. Januar 1972 | Davos |
| 1500 m    | 2:23,0 min | 7. Januar 1972 | Davos |
| 3000 m    | 5:12,6 min | 7. Januar 1972 | Davos |